# Saved by the Bell: Wedding in Las Vegas
Saved by the Bell: Wedding in Las Vegas is een televisiefilm uit 1994 onder regie van Jeffrey Melman. De film is de tweede film die gebaseerd is op de sitcom Saved by the Bell en dient als de afsluiting van de originele reeks van de serie.
In de film gaan Zack en Kelly trouwen in Las Vegas. Er blijken echter een groot aantal obstakels te zijn: Zack's ouders zijn tegen het huwelijk en Kelly's ouders kunnen de bruiloft niet financieel bijstaan. Onderweg naar Las Vegas verliest Zack zijn geld, wordt Kelly jaloers, wordt Slater achtervolgd door criminelen en stapt een nieuwe dame in beeld van de groep.

## Rolverdeling
| Acteur                 | Personage               |
| ---------------------- | ----------------------- |
| Mark-Paul Gosselaar    | Zack Morris             |
| Tiffani-Amber Thiessen | Kelly Kapowski          |
| Mario López            | A.C. Slater             |
| Dustin Diamond         | Samuel "Screech" Powers |
| Lark Voorhies          | Lisa Turtle             |
| Elizabeth Berkley      | Jessica "Jessie" Spano  |
| Liz Vassey             | Carla                   |
| Mark DeCarlo           | Freddie Silver          |
| Dennis Haskins         | Mr. Richard Belding     |
| Bob Golic              | Mike Rogers             |
| Kiersten Warren        | Alex Taber              |
| Gilbert Gottfried      | Bert Banner             |